# Oxacilline
Oxacilline is een smal-spectrum beta-lactam antibioticum uit de penicilline klasse. Oxacilline is evenals meticilline penicillinase-resistent en heeft meticilline in klinische toepassing vervangen.  Andere vergelijkbare middelen zijn nafcilline, cloxacilline, dicloxacilline, and flucloxacilline.  Vanwege de bestendigheid tegen penicillinase zoals door Staphylococcus aureus geproduceerd wordt, wordt het middel toegepast bij behandeling van penicilline-resistente Staphylococcus aureus besmetting.   De introductie en intensieve gebruik van oxacilline en meticilline heeft echter tot nieuwe resistente Staphylococcus aureus stammen geleid: MRSA en ORSA. Infecties met MRSA/ORSA worden - zolang de MRSA bacterie daar niet ook resistent tegen geworden is - behandeld met vancomycine.